# 南亞卡車藝術

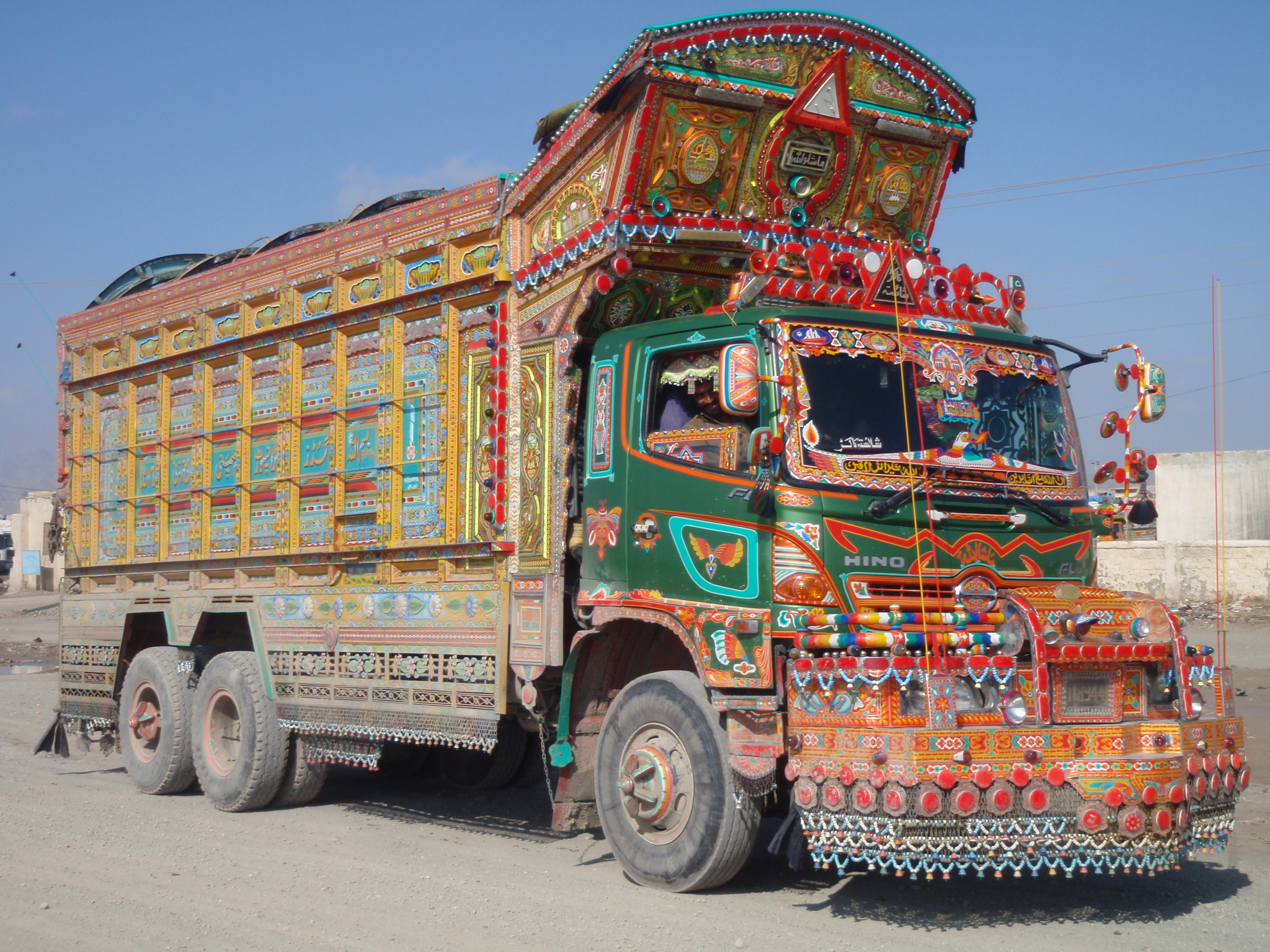
巴基斯坦一輛典型的裝飾卡車；大多數巴基斯坦卡車均有一個增高的車頂（augmented rooftop），以增加裝飾的空間，採用日野車型

南亞卡車藝術（英語：Truck art in South Asia）是一種流行的地區裝飾（regional decoration）形式，卡車上有精緻的花卉圖案及書法藝術。它尤其於巴基斯坦及印度甚為常見。
在阿富汗戰爭期間，由巴基斯坦人裝飾、在巴基斯坦及阿富汗提供服務的卡車被部署在阿富汗各地的美國軍隊和承包商稱為叮噹卡車（jingle trucks）。

## 「叮噹卡車」起源
「叮噹卡車」一詞是由在阿富汗服役的美国军队創造的軍事俚語，縱使它亦可能追溯到英國殖民時期。這個詞的出現是因為卡車的保險桿上掛著的鏈條和下垂物（pendant）所發出的叮噹聲。

## 實踐

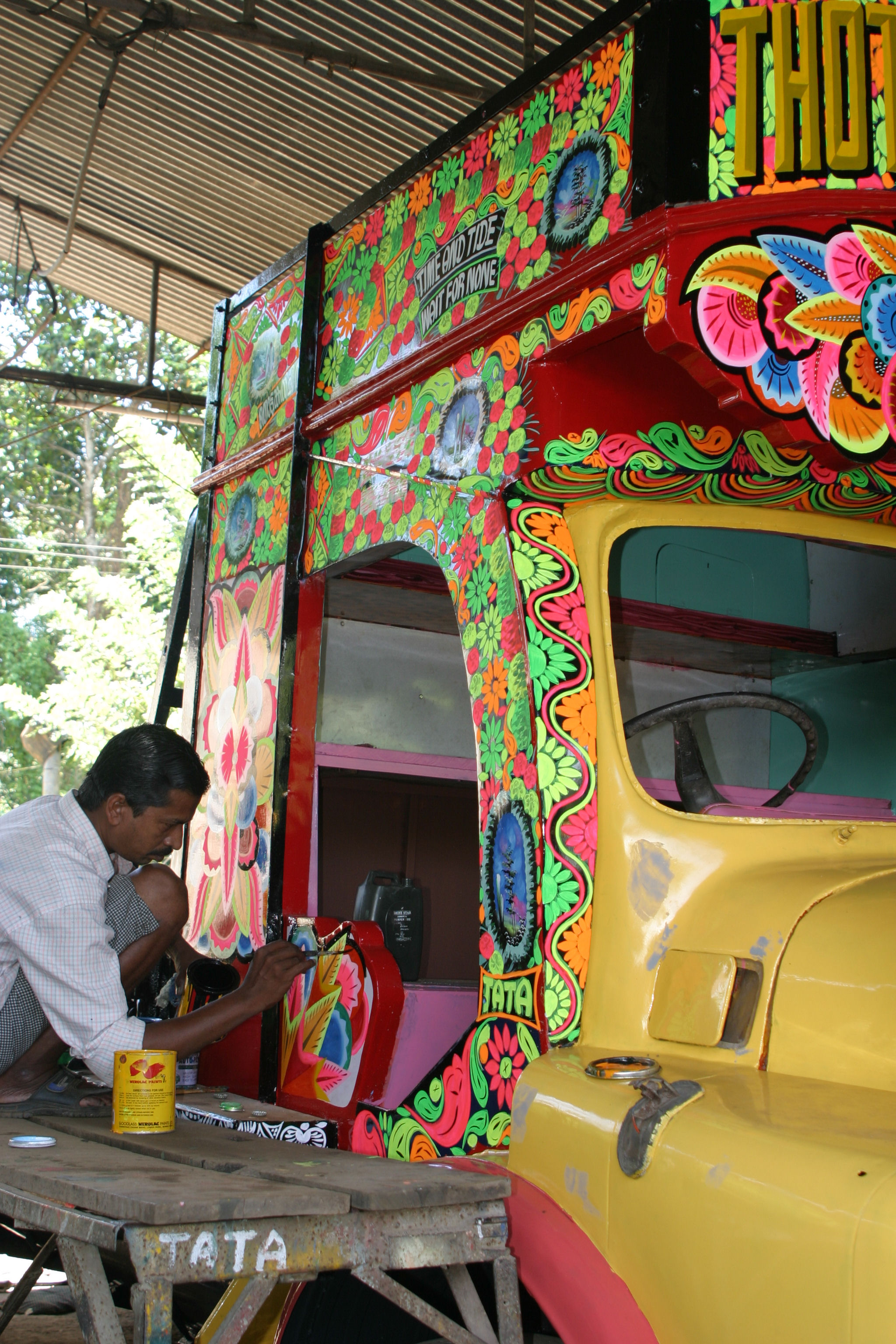
一輛正於科契上漆的卡車

許多卡車和公車都是由車主高度定制和裝飾的。卡車的外部裝飾可能花上數千美元。裝飾通常包含讓卡車司機想起家的元素，因為他們一次或得離家好幾個月。藝術是卡車司機的一種表達方式。裝飾或會包括結構變化、绘画、书法和裝飾性裝飾（ornamental-decor），如車輛前後的鏡面工程（mirror work），以及卡車門上的木雕。對各種歷史場境和詩句的描繪亦甚為常見。安裝工程通常於客車車間（coach workshop）完成。鏈子和下垂物常常懸掛於車頭保險桿上。在印度，人們經常可以看到描繪老鷹、風箏、奶牛依偎小牛和納扎爾巴圖的圖案，以及「請按喇叭」、「摁喇叭」及「夜間請用低燈」（Use Dipper at Night）等警句。宗教圖騰、詩歌和政治標誌亦很常見。

### 藝術家
海德爾·阿里是最著名的卡車藝術家之一。他自小接受父親的訓練，2002年，他在史密森尼民俗節上粉飾一輛巴基斯坦卡車，第一次引起國際關注。印多尔卡車藝術家納菲斯·艾哈邁德·汗（Nafees Ahmad Khan）在印度境內眾所周知，32年來每天都在粉飾一輛卡車。賽義德·普爾·巴德沙先生（Syed Phool Badshah，又稱「Phool ji」）是一名非常有名的卡車藝術家，以其運用卡車藝術作美術的獨特風格而聞名。

### 地區風格

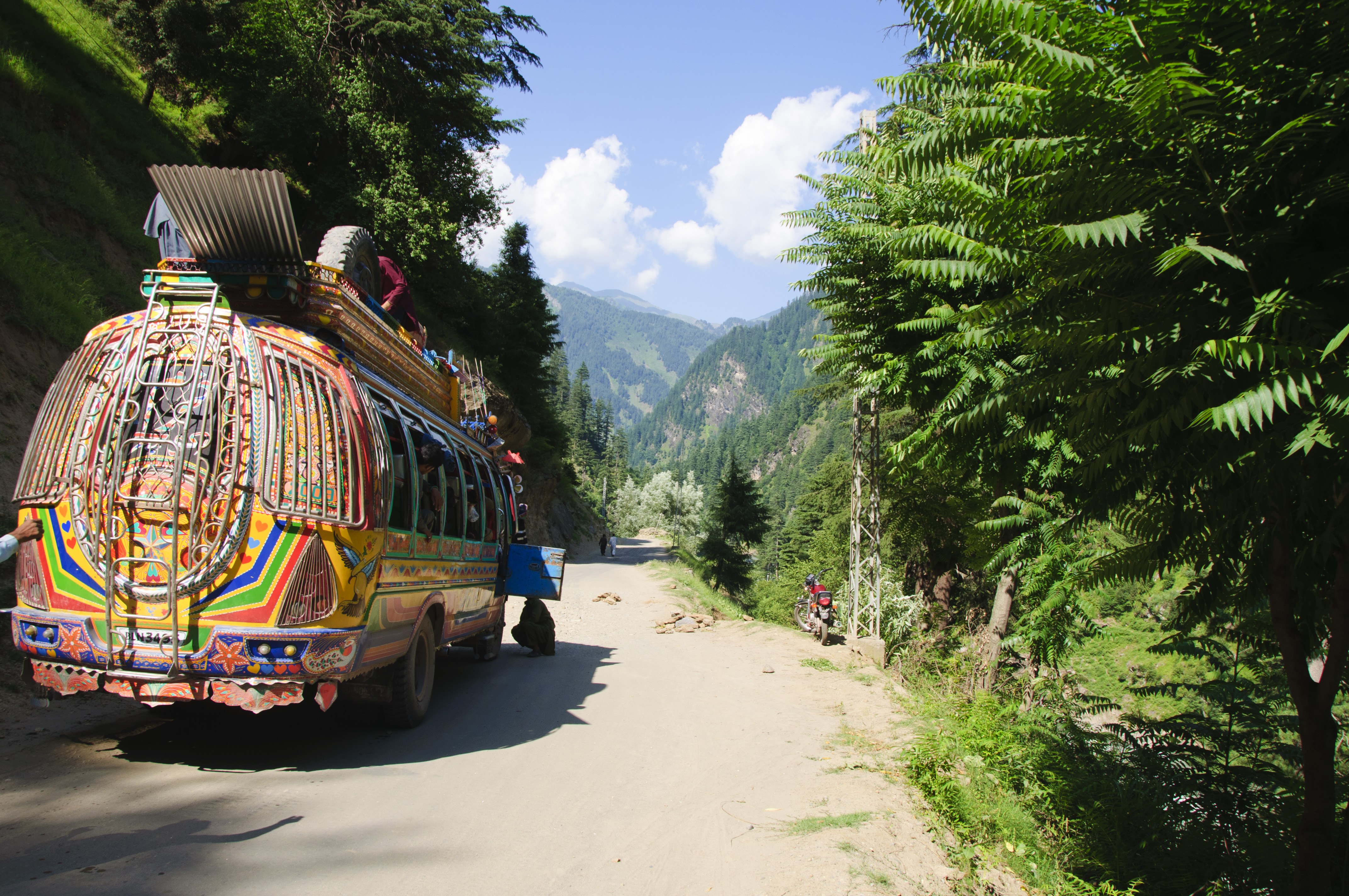
巴基斯坦當地不少公車上均有卡車藝術的裝飾。

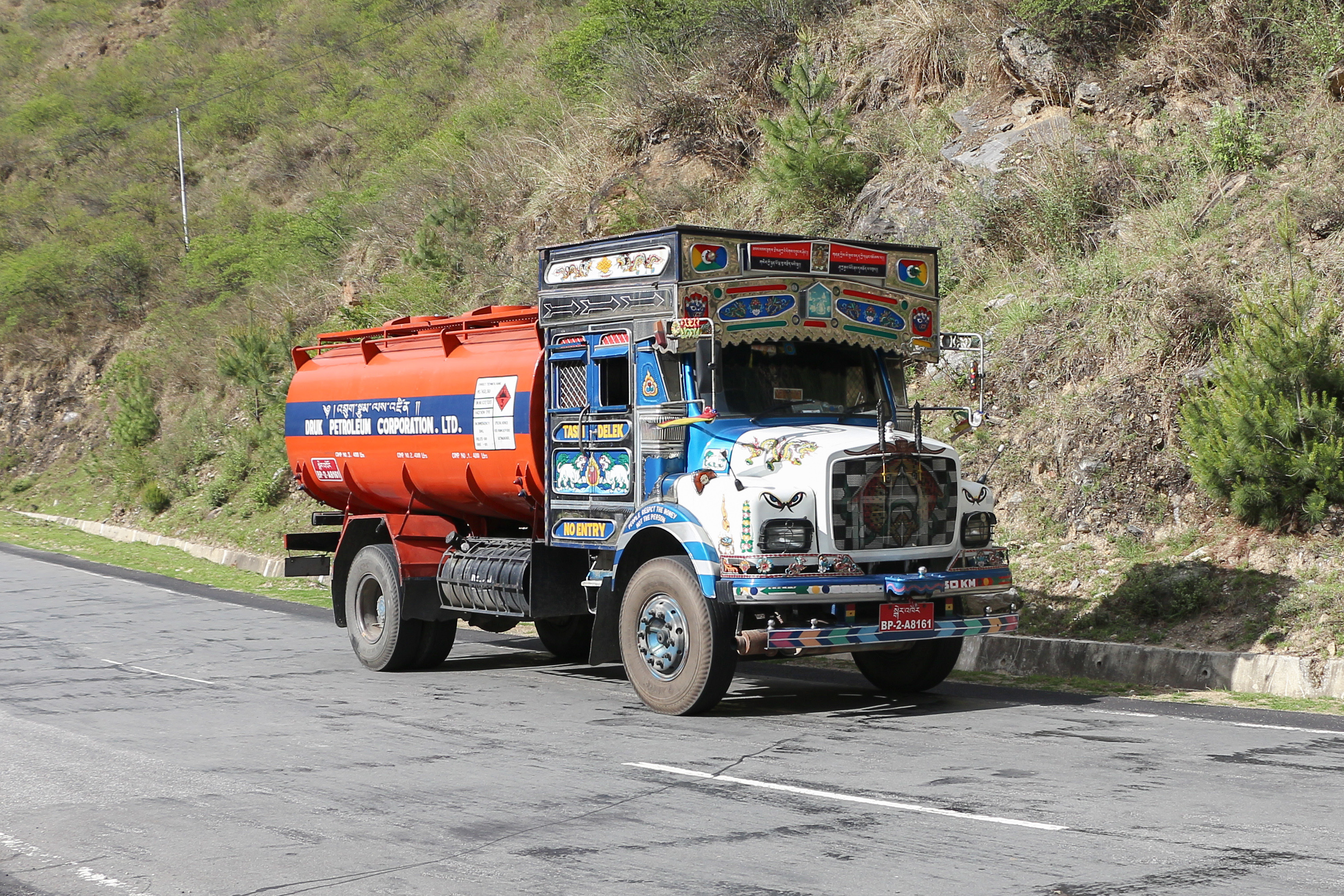
不丹一輛飾有藏傳佛教符號（如用以裝飾的雪獅）的油罐卡車

在巴基斯坦，卡拉奇是卡車藝術的主要城市中心，縱使於拉瓦尔品第、斯瓦特、白沙瓦、奎達及拉合爾亦有其他中心。來自俾路支省及斯瓦特的卡車通常飾有大量的木質裝飾，而來自拉瓦爾品第及伊斯兰堡則通常包含塑料作品。在信德裝飾的卡車上，經常可以看到駱駝骨裝飾，及以紅色為主調的裝飾。
在印度，德里藝術家提拉克·拉吉·迪爾（Tilak Raj Dhir）表示，他在卡車藝術（在整個國家首都轄區中盛行）中所加入的標語，會隨著社會政治氛圍的變化而時常更換。旁遮普邦被視為印度卡車藝術的主要中心，當地除擁有獨特的藝術風格外，亦匯聚了專業的藝術家。詩歌於整個北印度（尤其是北方邦）的卡車藝術中實屬司空見慣。卡車藝術在印地語和烏爾都語中，有時或會稱作「Phool Patti」。

## 影響

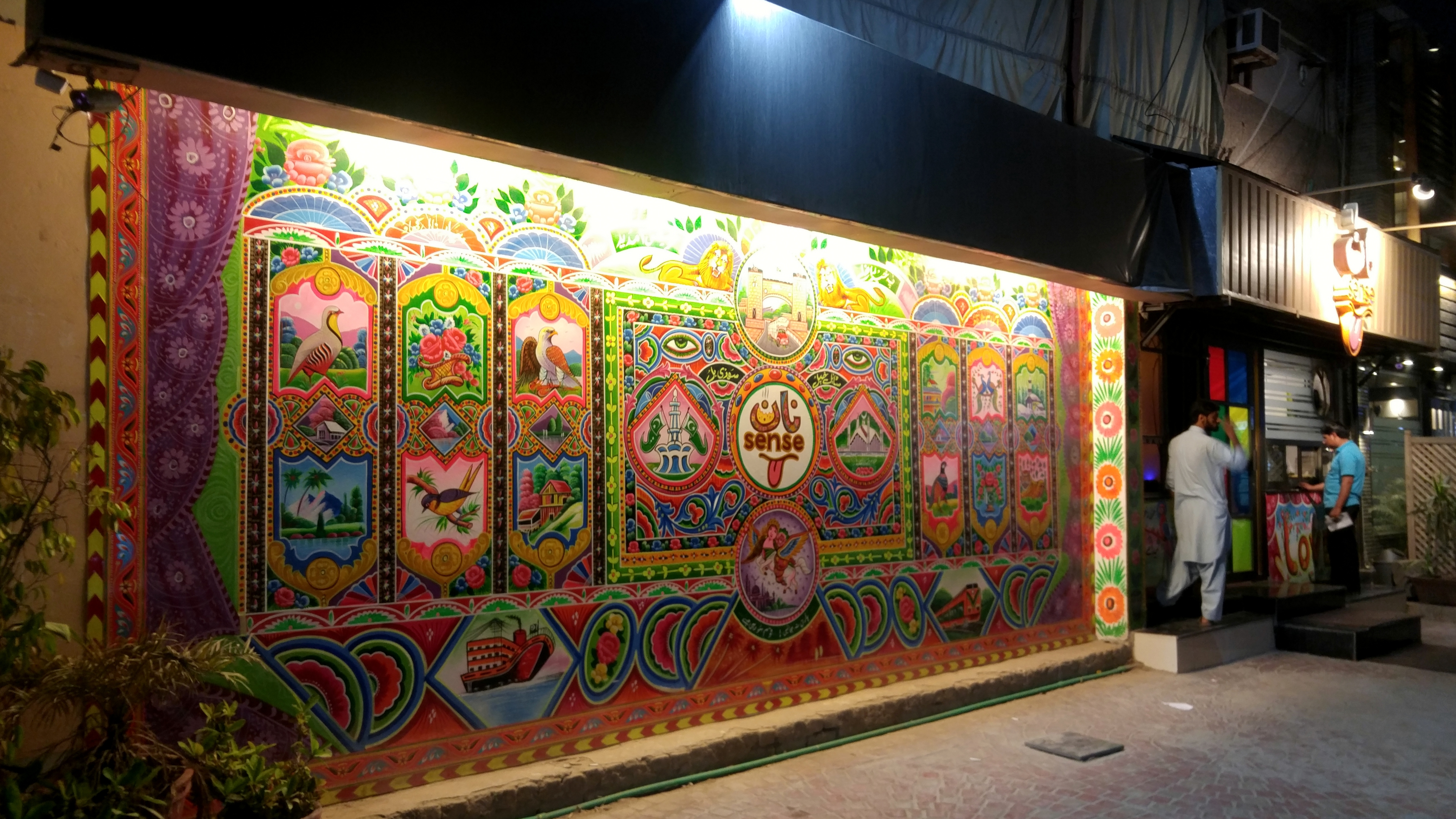
卡車藝術粉飾了巴基斯坦白沙瓦商店的門面。

卡車藝術不僅限於卡車的裝潢和裝飾，亦已伸延至其他形式和媒介之中。

### 汽車
雖然汽車在南亞並無傳統的裝飾，但仍有一些以卡車藝術風格裝飾的汽車例子。2009年，一台1974年生產、以一種卡車藝術風格裝飾的福斯金龜車「Foxy Shahzadi」在25天的旅程中從巴基斯坦駛往法國。在印度城市孟买，部份司機以一種卡車藝術的風格裝飾他們的計程車。

### 時裝
巴基斯坦卡車的活潑色彩為時裝設計師注入靈感。意大利時裝公司杜嘉班纳於2015年的一項活動中，採用了以卡車藝術為靈感的展示。雖然這種設計在女性時裝中較為常見，部份男士服裝亦受南亞卡車藝術所影響。除服裝外，一些人亦將卡車藝術融入至鞋類之中。

### 印刷設計
印度平面設計師法里德·巴瓦（Farid Bawa）與印度卡車藝術家合作，在網路上製作及銷售卡車藝術的印刷品，以保存卡車藝術的傳統。

## 圖集

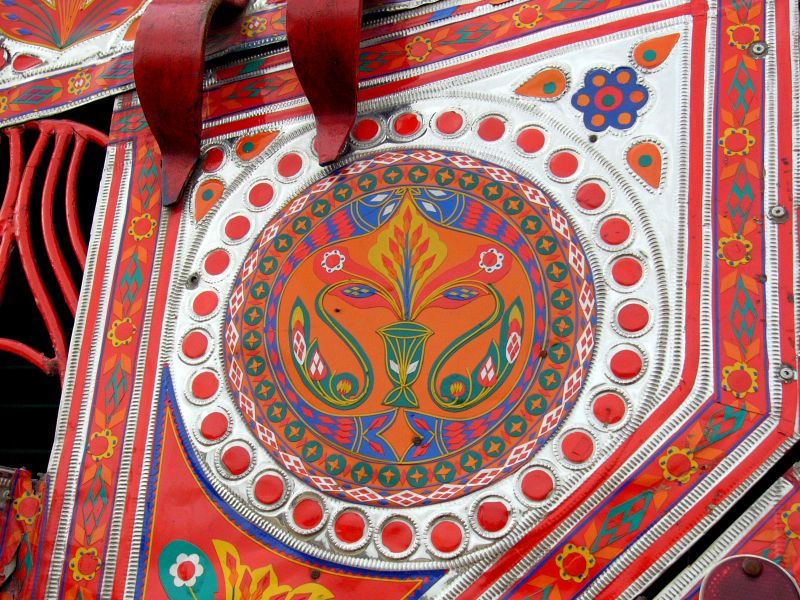
裝飾可以是高度細緻的。
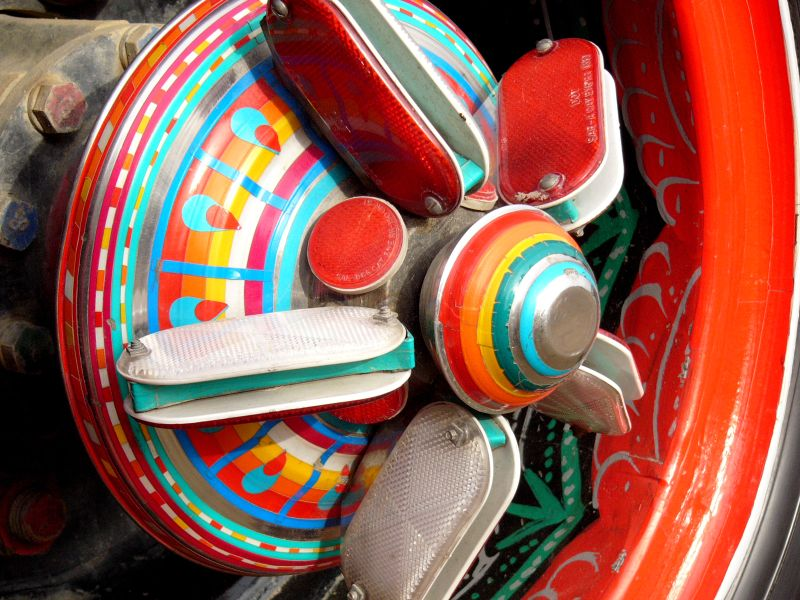
卡車的所有部分都是高度美化的。
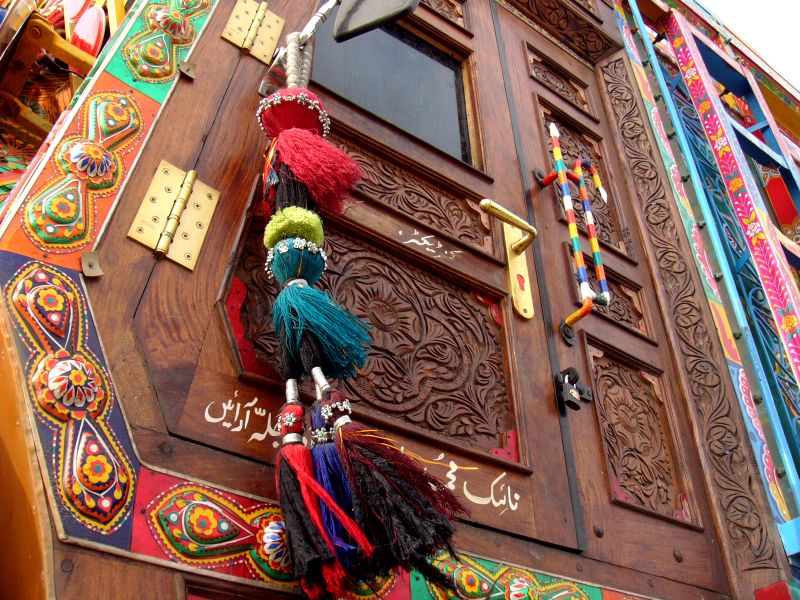
木質鑲板往往雕刻得很細緻。
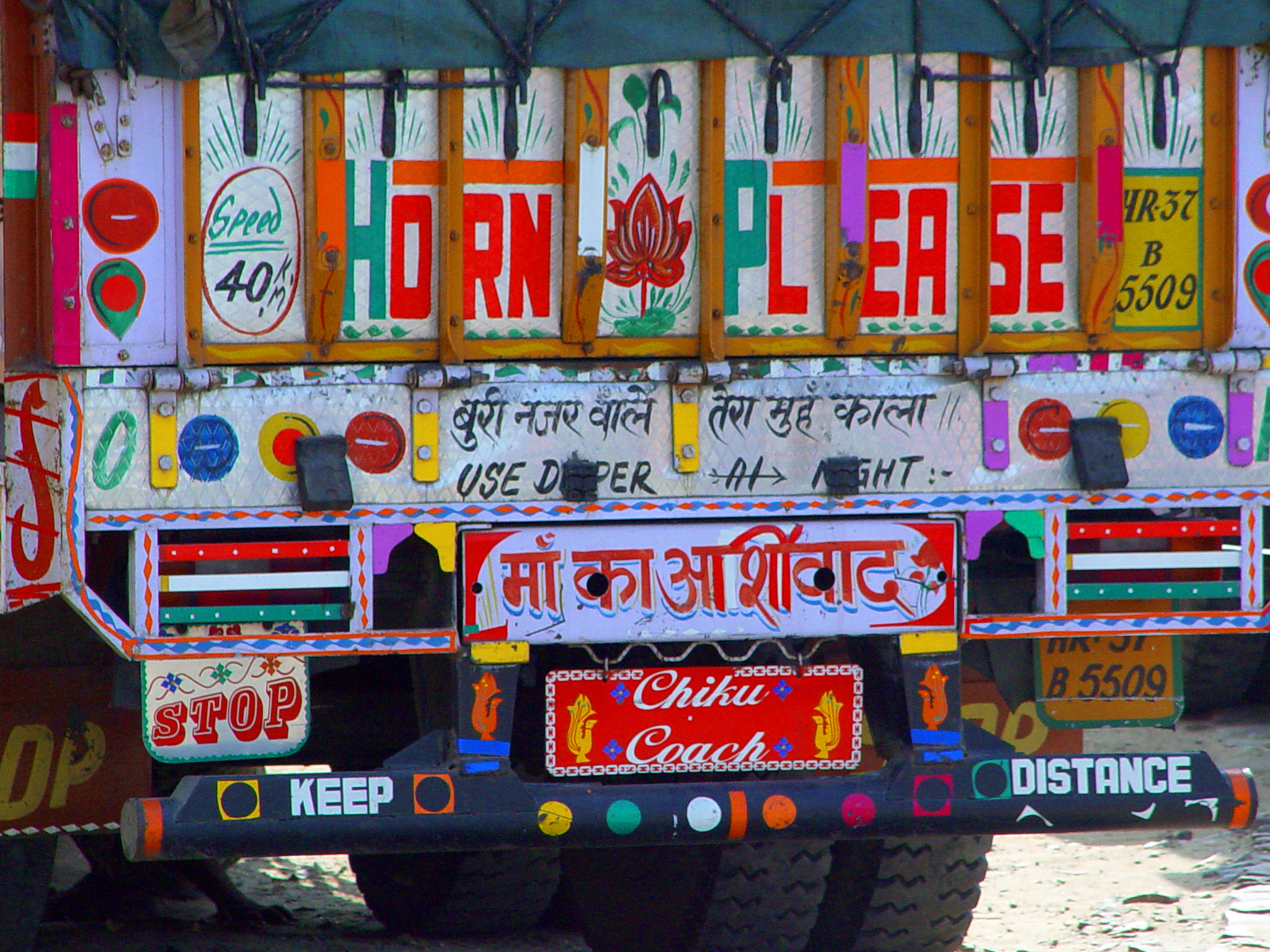
「請按喇叭（英语：Horn OK Please）」一語在印度卡車藝術中廣泛使用。
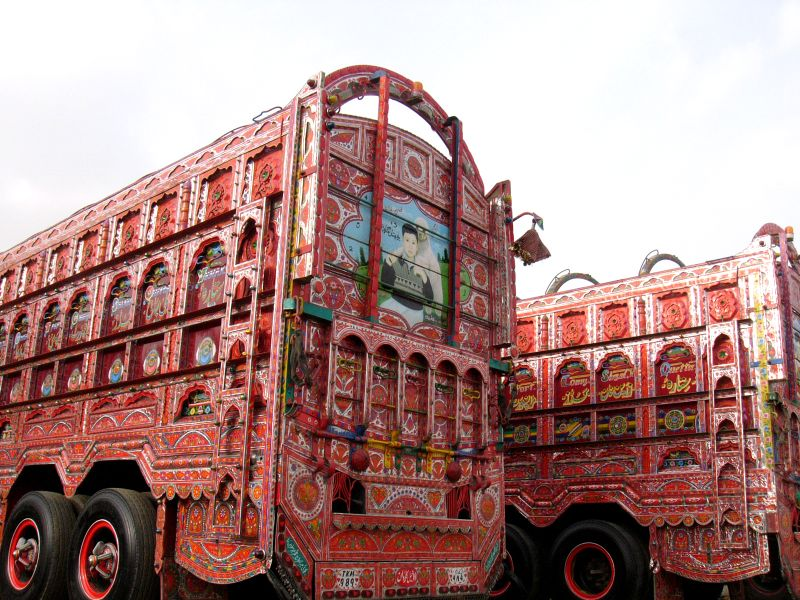
巴基斯坦卡車的車尾往往有著複雜的裝飾。
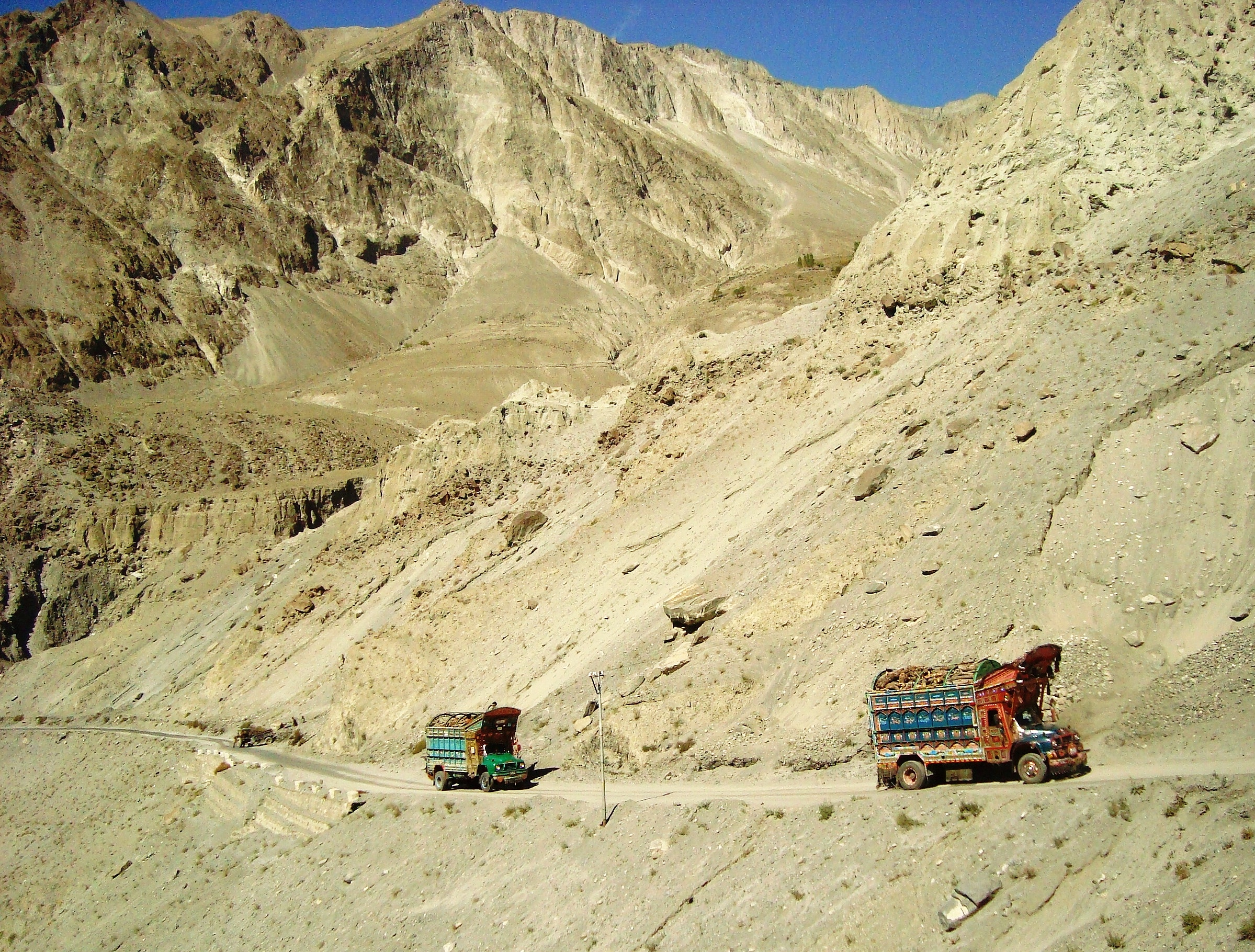
即使在巴基斯坦最偏遠的角落，也能發現到裝飾卡車。
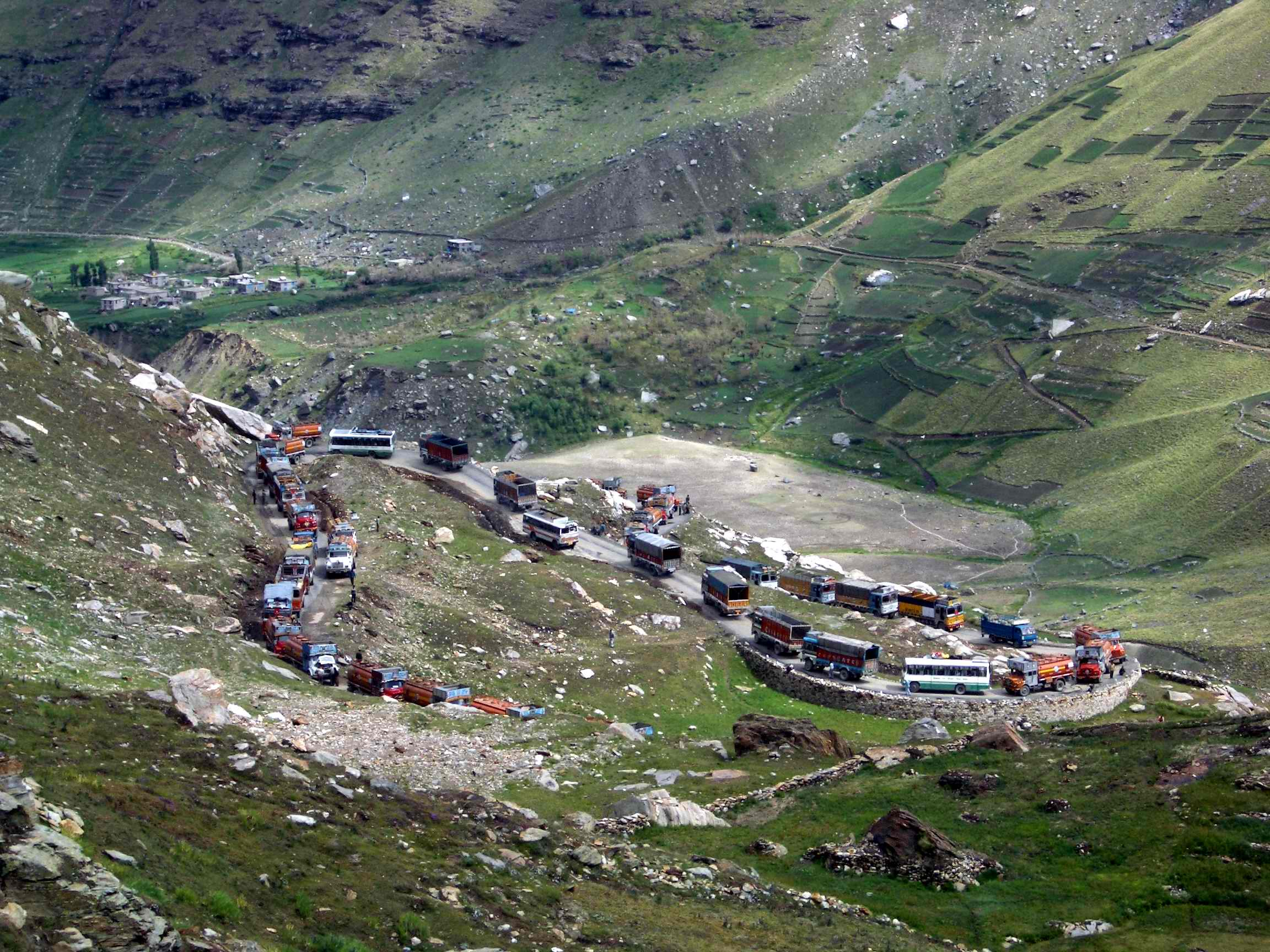
喜马偕尔邦偏僻的羅唐山口（英语：Rohtang pass），陷於交通擠塞的裝飾卡車。
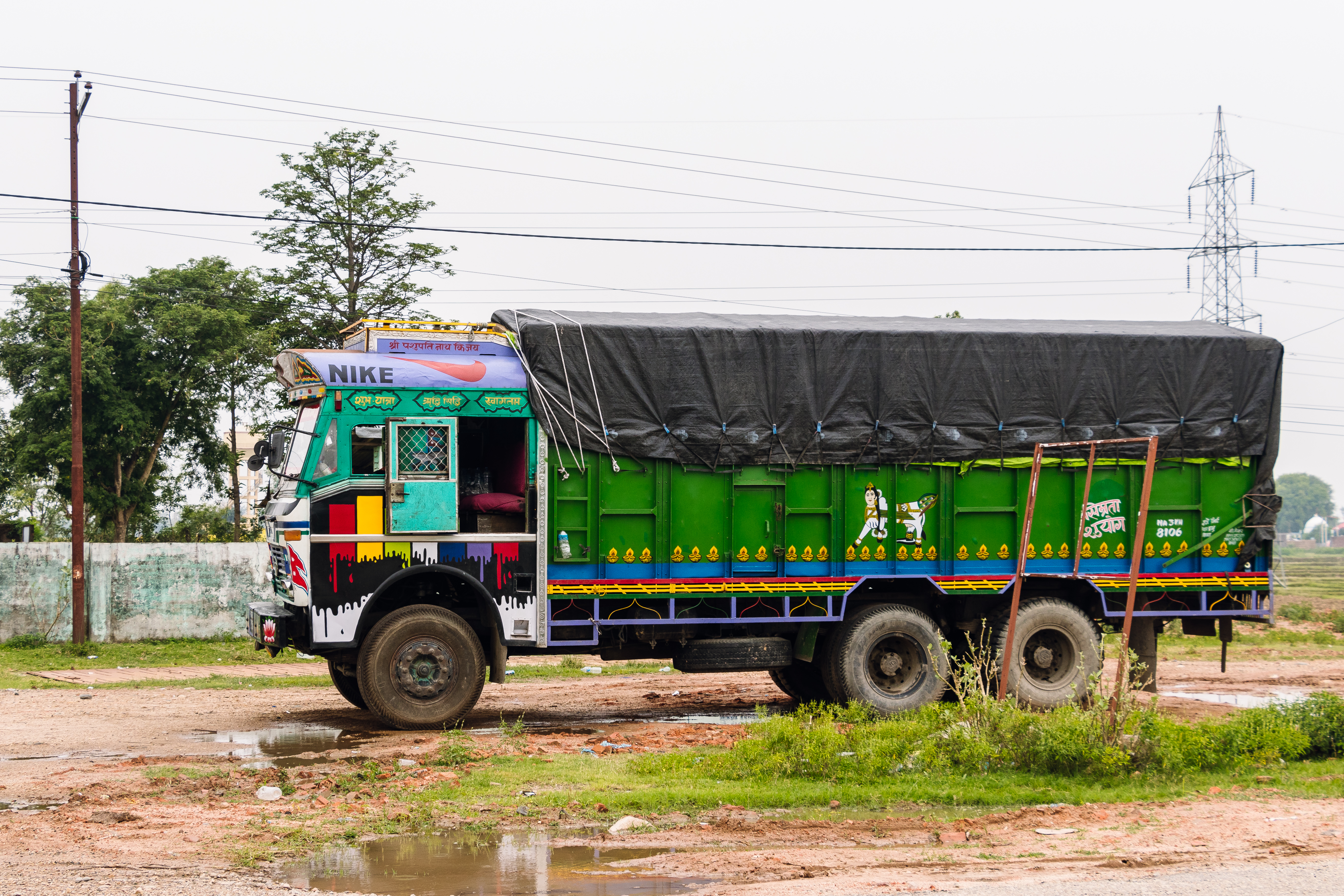
尼泊尔的卡車藝術往往包含現代符號和傳統符號。
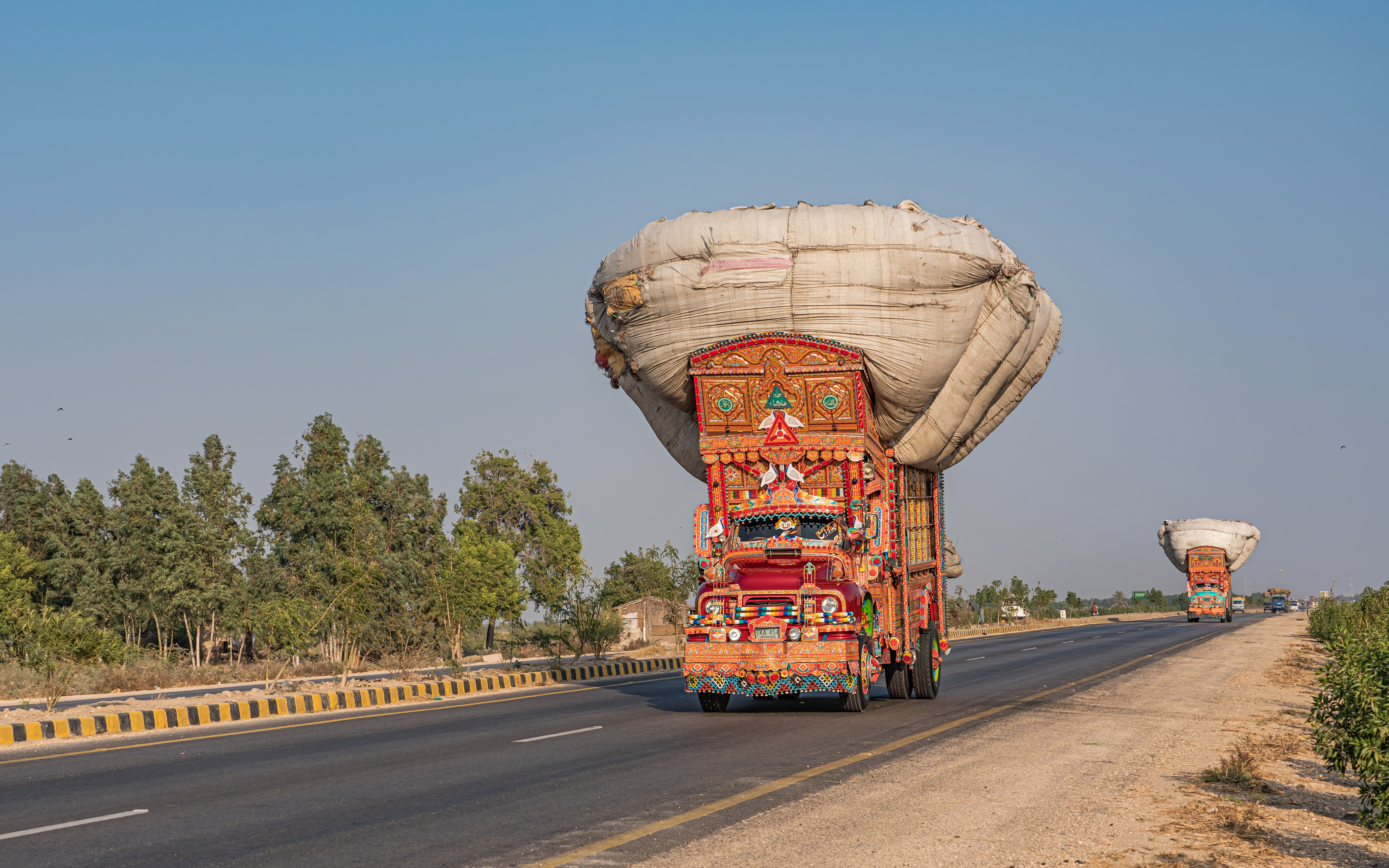
兩輛於巴基斯坦5號國道上行駛的裝飾卡車。
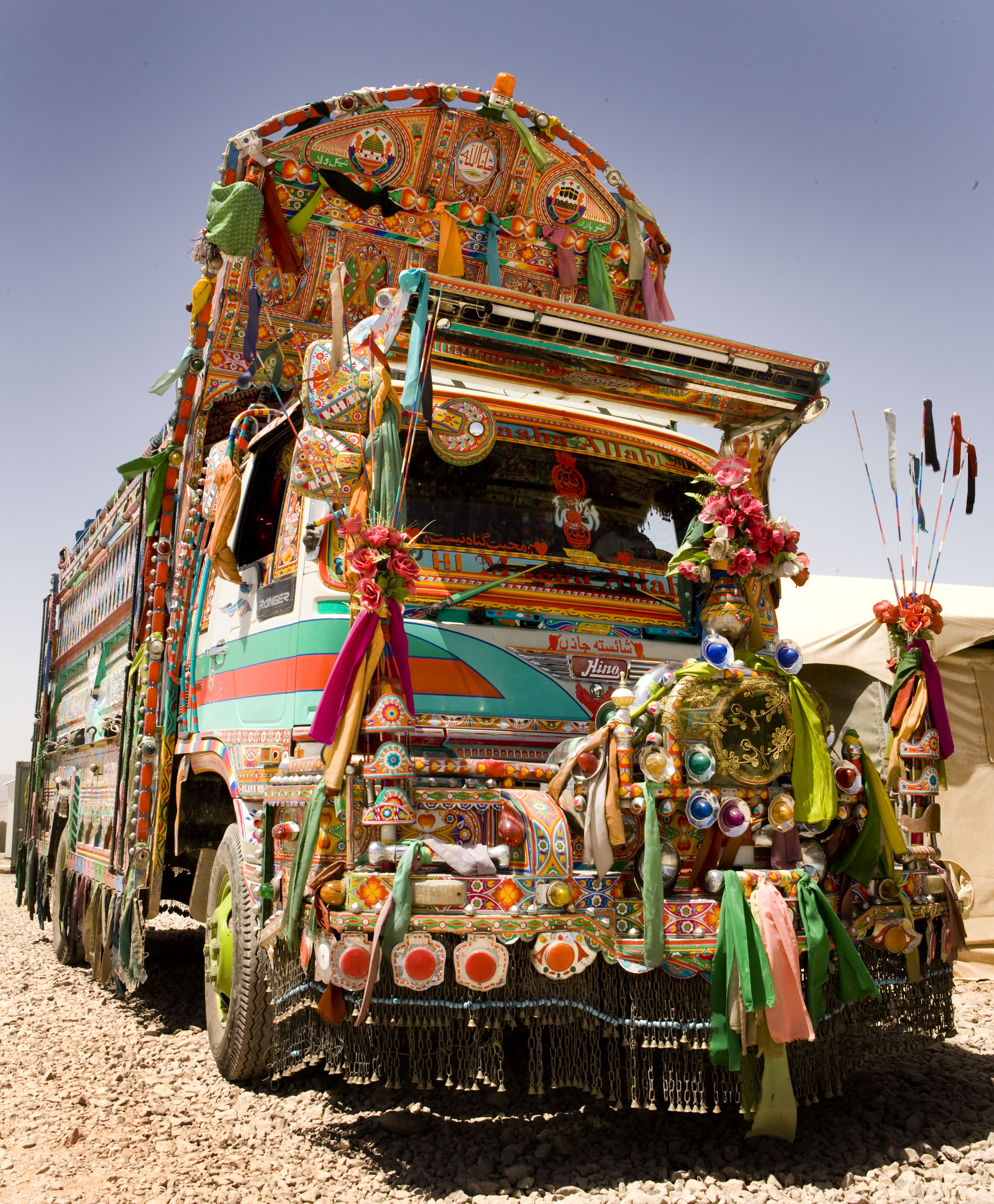
阿富汗的裝飾卡車。
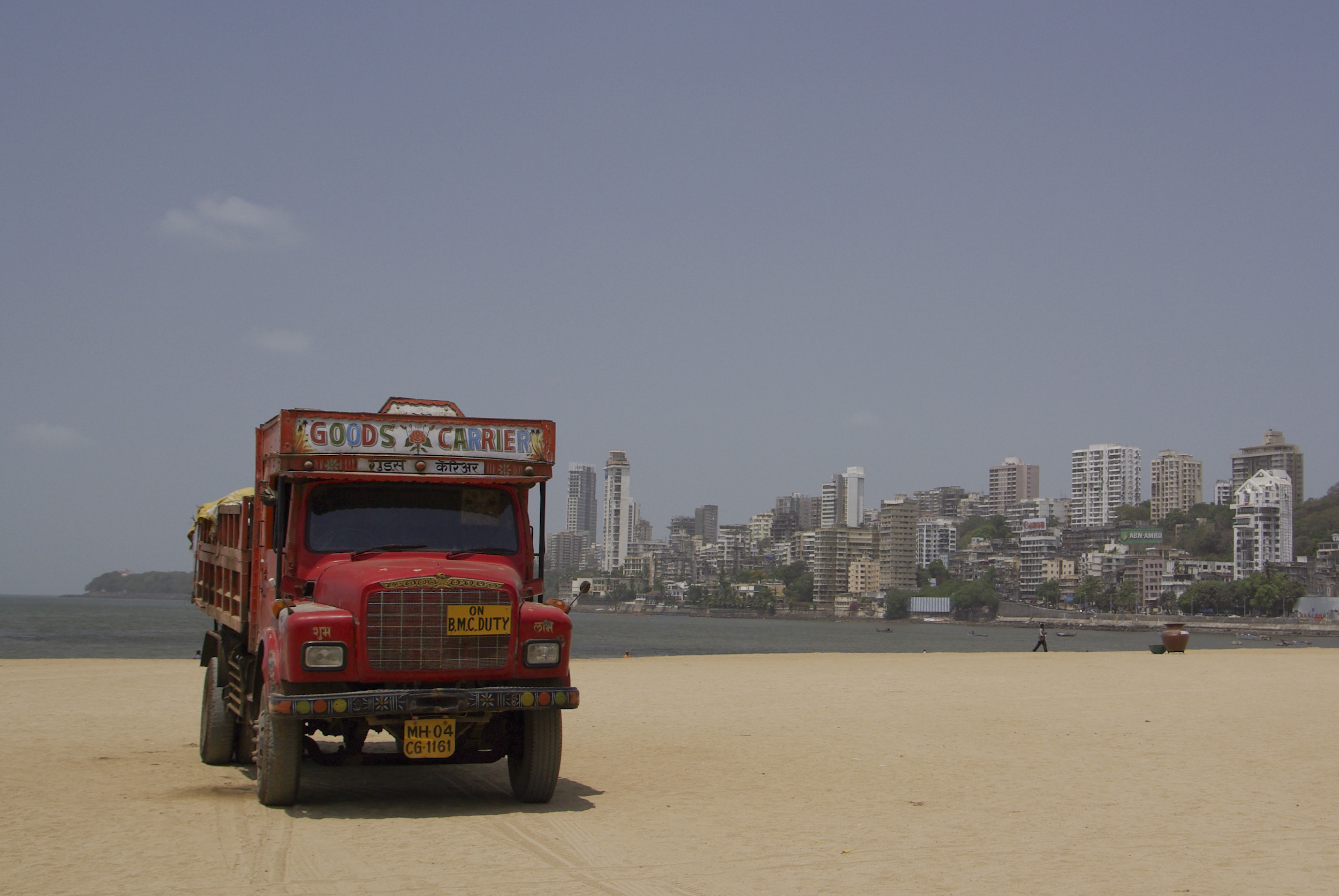
孟买某沙灘上的裝飾卡車。
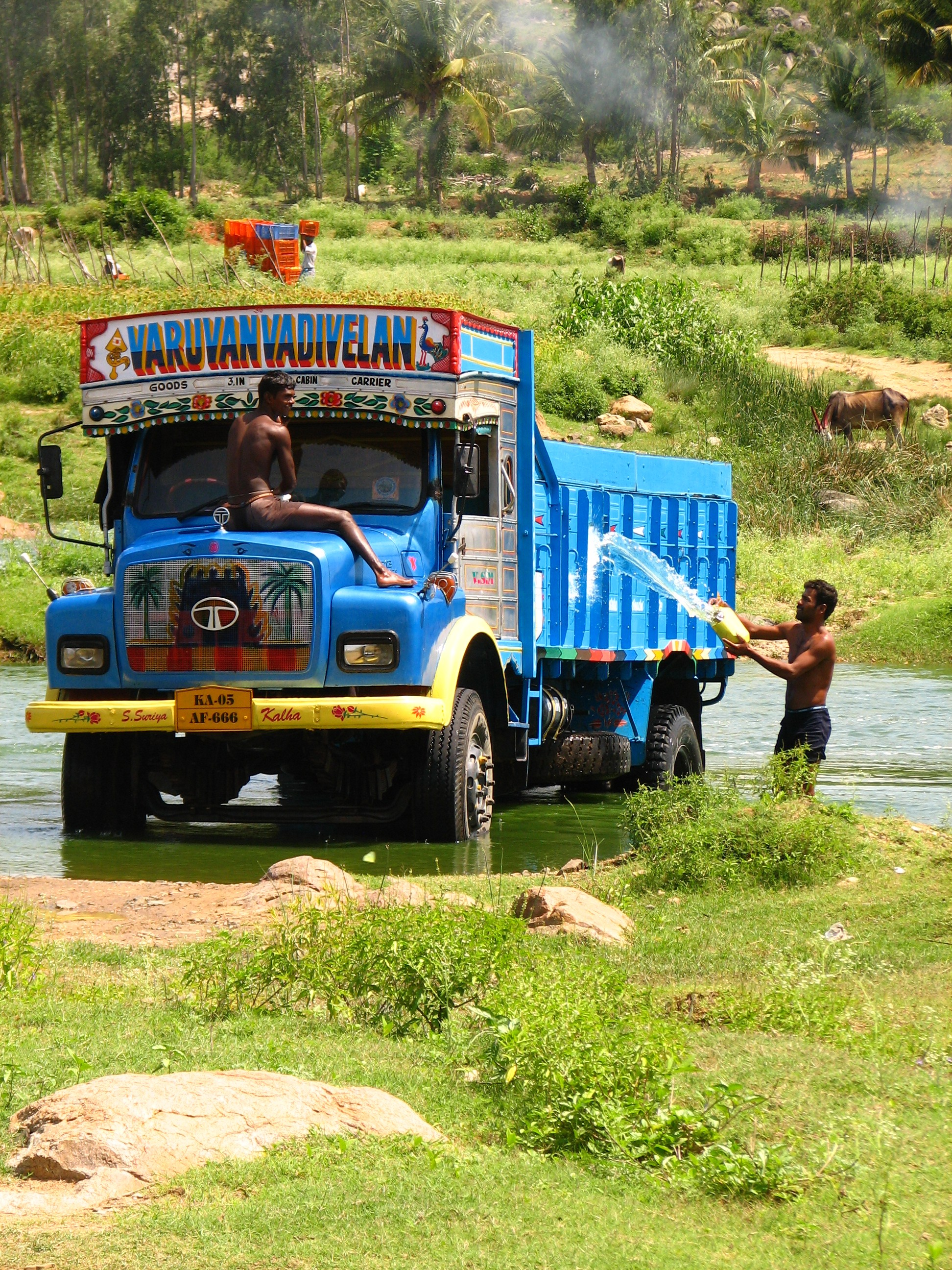
司機於班加羅爾附近清潔裝飾卡車。
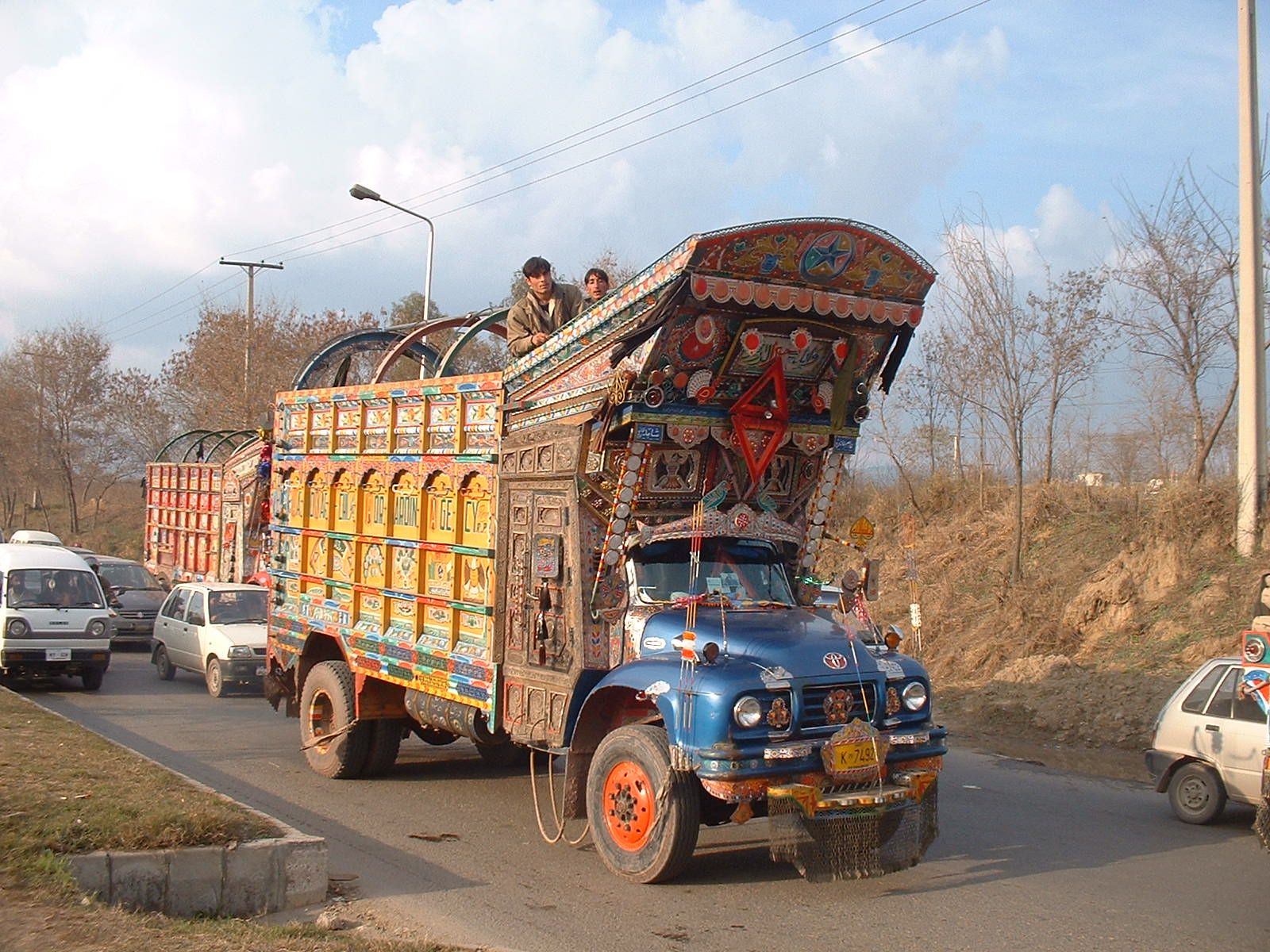
一輛飾有木質鑲板、以開伯爾-普什圖風格粉飾的卡車。
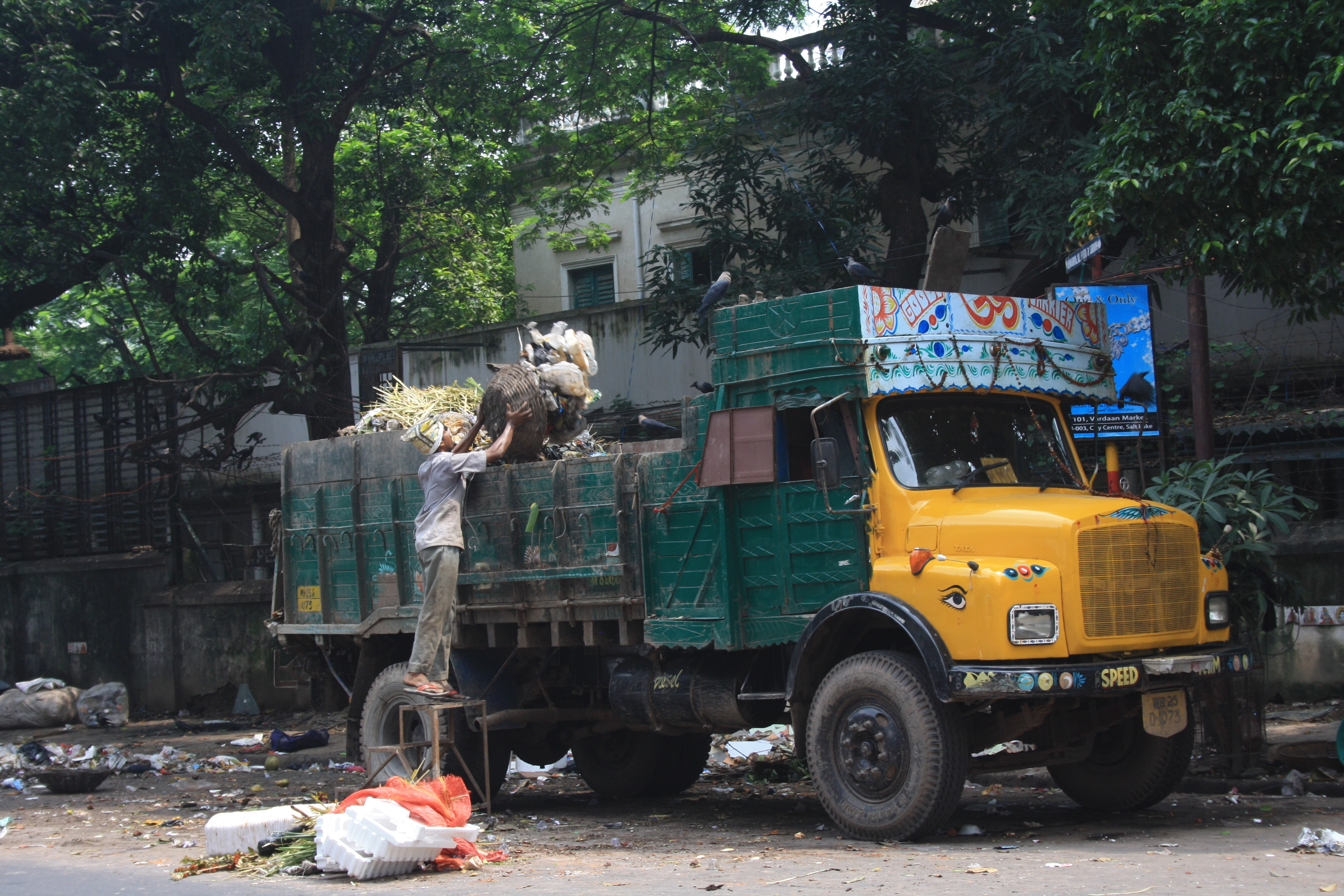
印度加尔各答一輛裝飾的垃圾車。
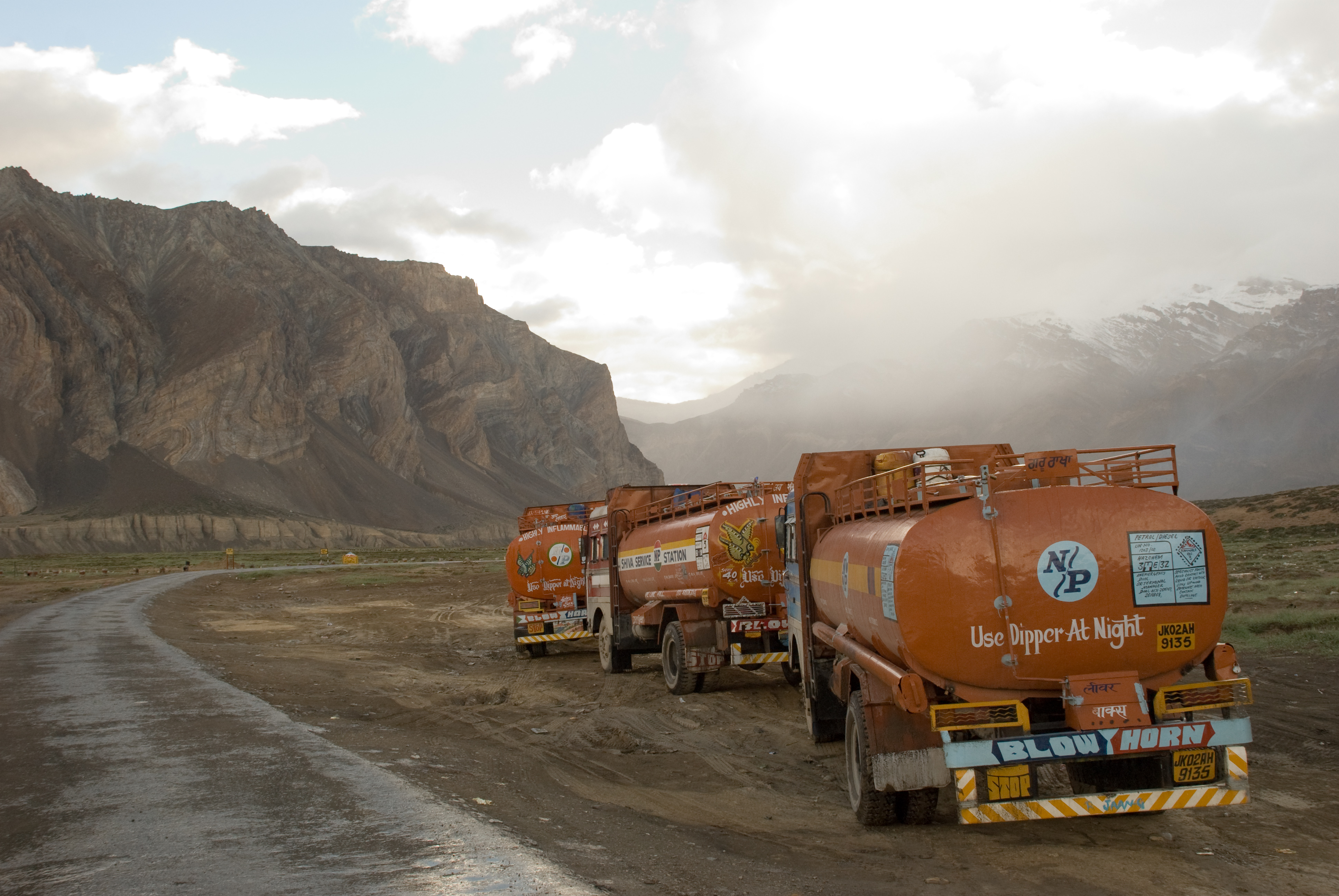
拉達克數輛裝點一新的印度油罐车
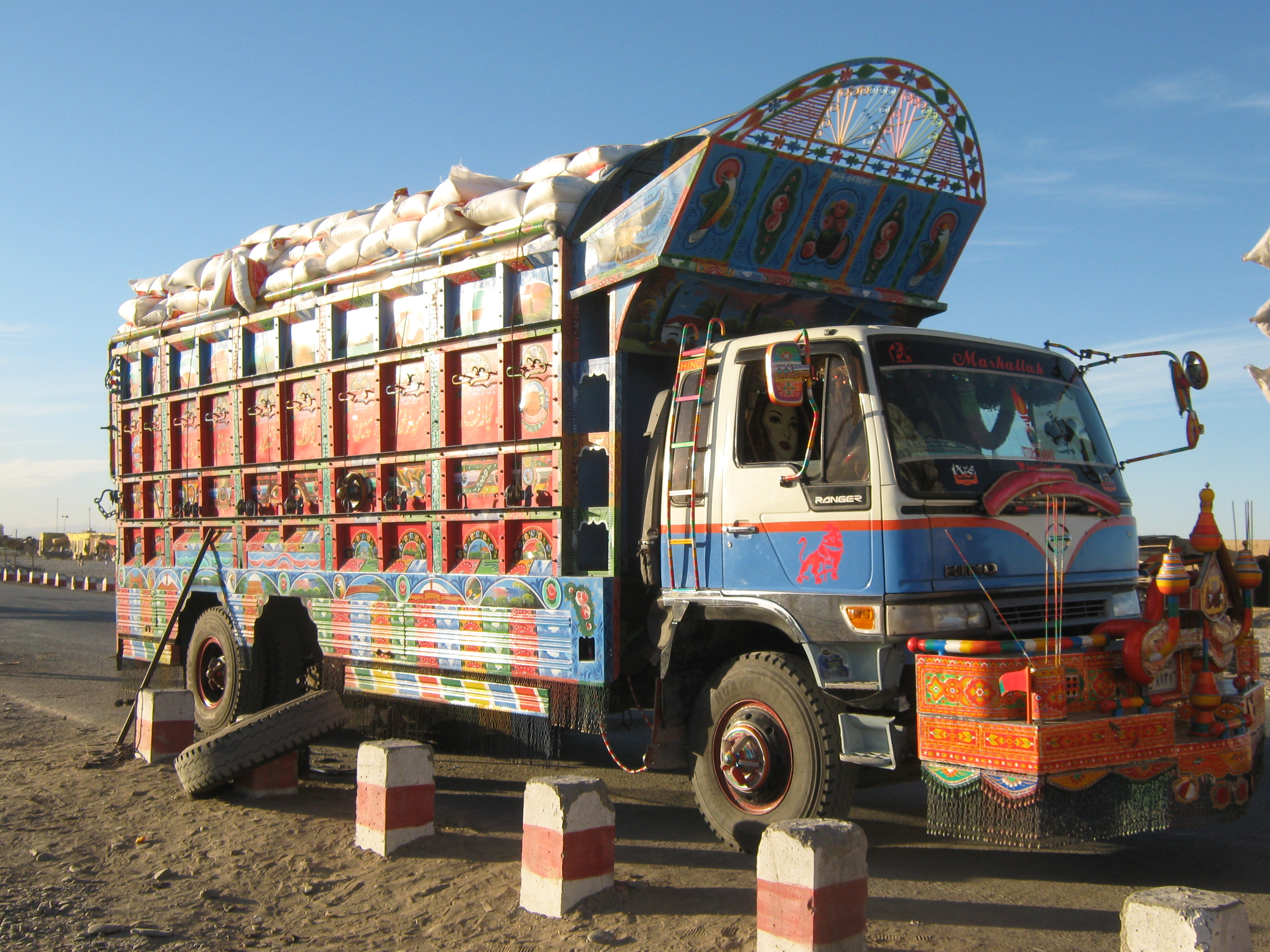
阿富汗德拉拉姆（英语：Delārām）的叮噹卡車
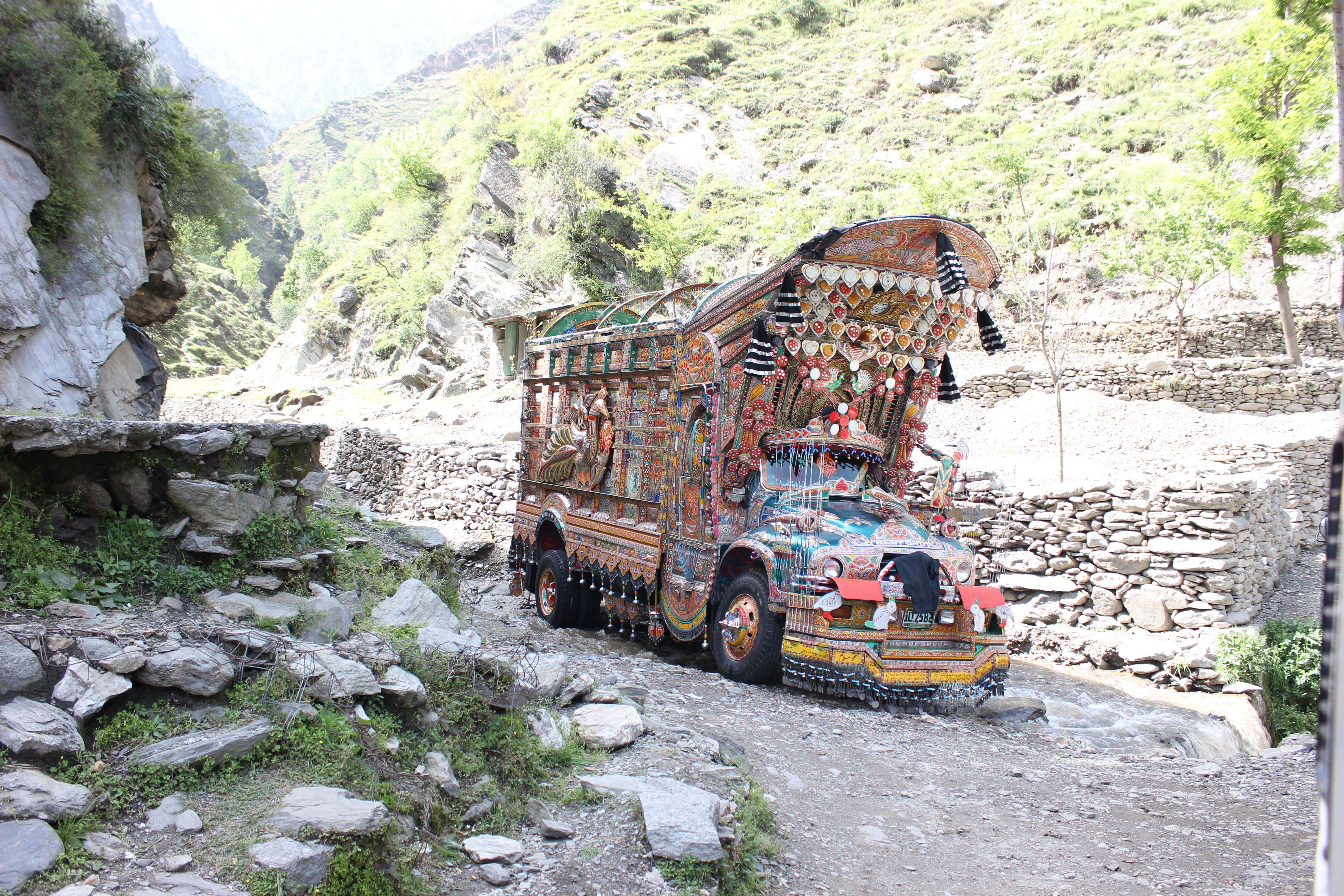
吉尔吉特-巴尔蒂斯坦一輛經過裝飾的貝德福德卡車
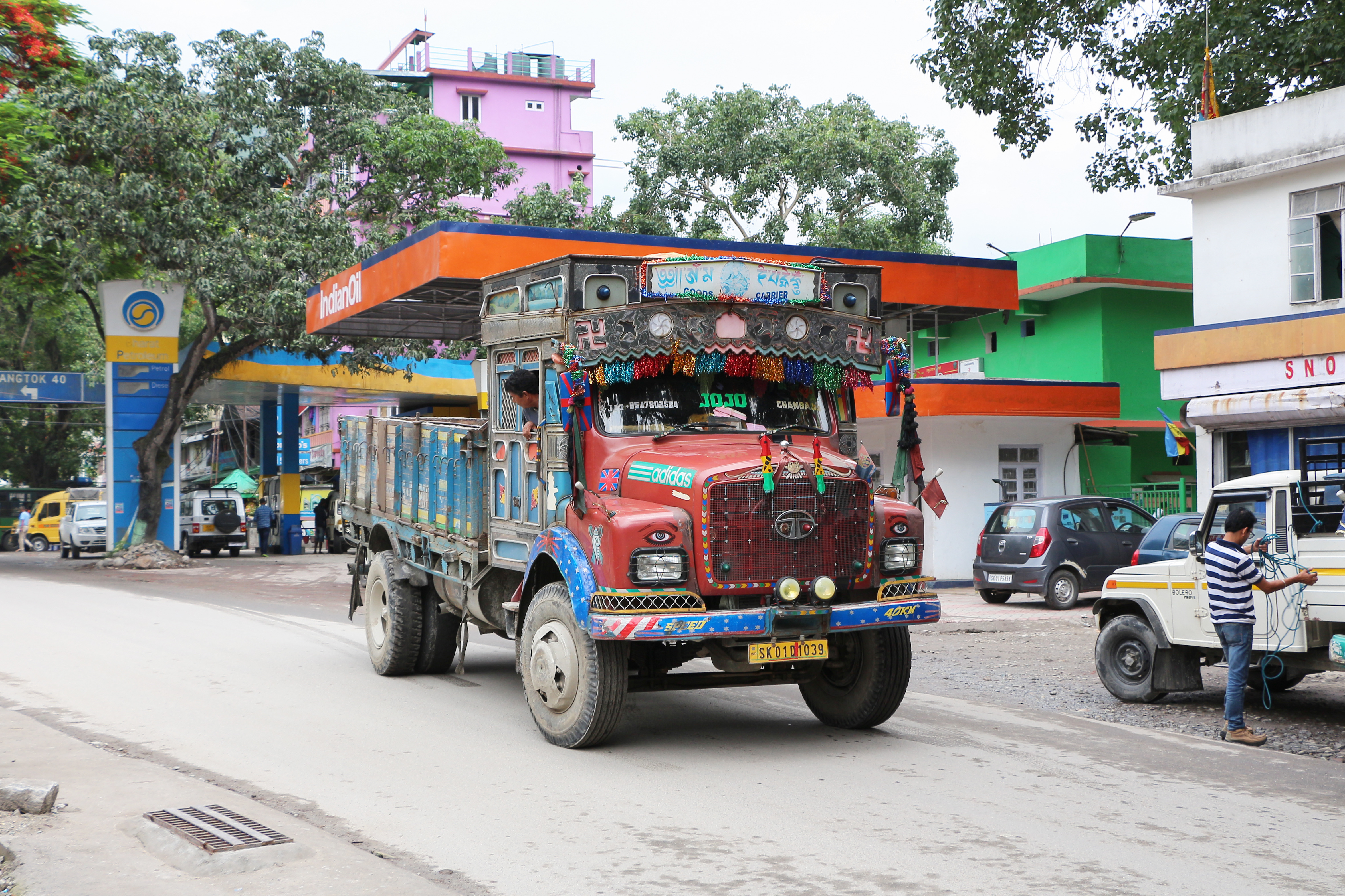
錫金的裝飾卡車
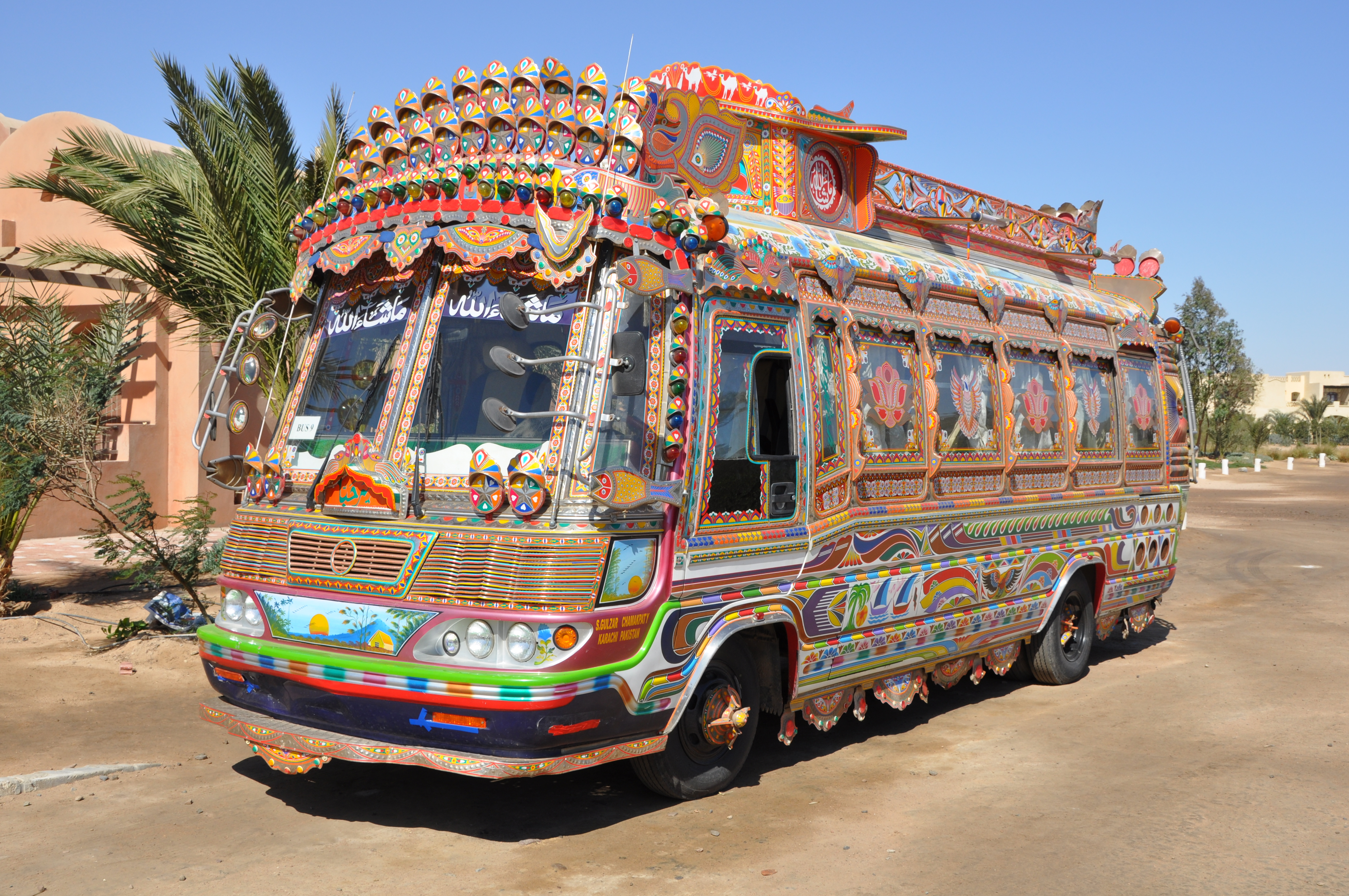
埃及古纳的一輛公車，採用巴基斯坦風格的定制和高度裝飾
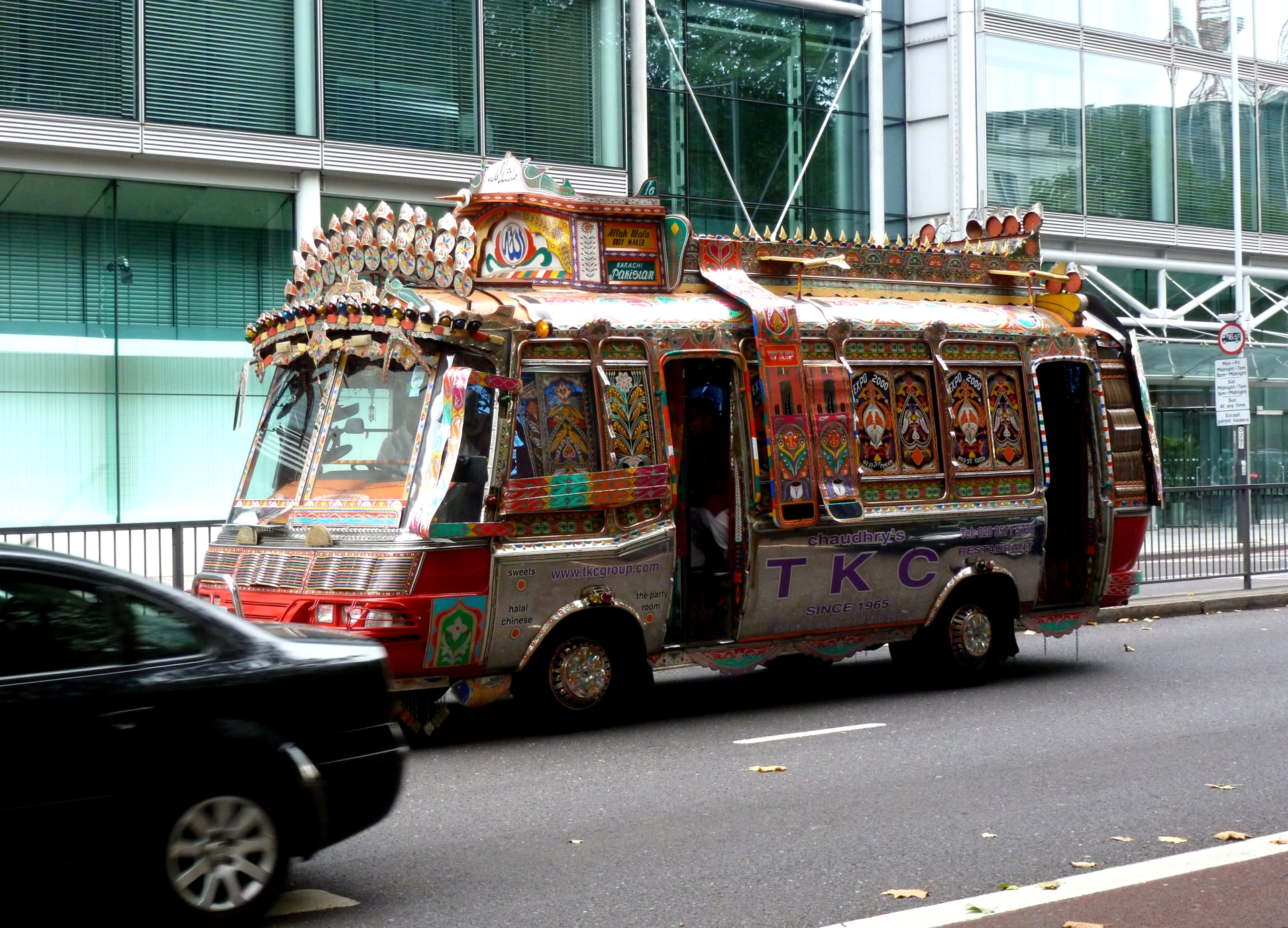
倫敦尤斯顿路上，一輛帶有巴基斯坦裝飾的公車。
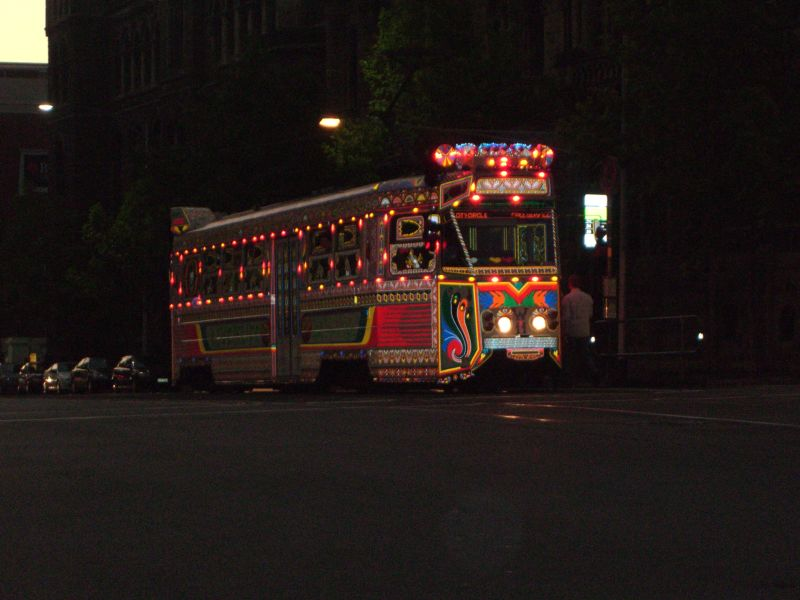
2006年英聯邦運動會期間，由巴基斯坦卡車藝術師裝飾的卡拉奇－墨爾本有軌電車（英语：Karachi to Melbourne Tram）

## 外部連結
- 巴基斯坦裝飾卡車圖片 （页面存档备份，存于）
- In Pictures: The Colourful and Magnificent Truck Art of India by Tanaya Singh （页面存档备份，存于）
- Horn Please （页面存档备份，存于）（紀錄片）
- Flickr上的照片 （页面存档备份，存于）
- Flickr上的更多照片 （页面存档备份，存于）
- 美軍博客，漂亮的照片 Archive.today的存檔，存档日期2013-02-05
- CNN網站 Archive.today的存檔，存档日期2013-01-19